# Stripper (пісня)
Stripper (з англ. — Стриптизер) — пісня італійського співака Аккіле Лауро, яка вийшла 13 січня 2022 року. Ця пісня представляла Сан-Марино на Євробачення 2022, де посіла 14 місце у другому півфіналі, через що, відповідно, не змогла пройти до фіналу.

## Євробачення

### Una voce per San Marino
22 вересня 2021 року SMRTV повідомило, що захід проходитиме з грудня 2021 року по лютий 2022 року. Спочатку всі артисти-конкуренти були поділені на дві категорії: новачки та вже спеціалісти, з яких новачки відбиралися у півфіналах, а спеціалісти були автофіналістами. З 13 по 17 лютого 2022 року серія півфіналів вирішила, що дев’ять нових виконавців, які перейшли до Гранд-фіналу, приєднаються до дев'яти вже відібраних відомих артистів, а трійка найкращих у Гранд-фіналі також отримають 1000, 2000 і 7000 євро відповідно. 8 лютого 2022 року SMRTV оголосила про те, хто є тими 9-ма вибраними співаками, які автоматично пройшли кваліфікацію у фінал у своїй категорії. Аккіле Лауро був одним з них.
Гранд-фінал відбувся 19 лютого 2022 року в Teatro Nuovo в Догані. Всього взяли участь 18 артистів, дев’ять із секції Emerging та дев’ять із секції Big. Журі визначило трійку найкращих, а переможець мав представляти країну на Євробаченні 2022. Лауро зумів виграти фінал з відривом на одне очко, ставши представником Сан-Марино на Євробаченні 2022 року.

### На Євробаченні
Після жеребкування, що відбулося 25 січня 2022 року, стало відомо, що Сан-Марино виступить у першій половині другого півфіналу, що відбувся 12 травня, між Мальтою та Австралією. Але, пісня посіла 14-те місце, через що не змогла пройти до фіналу.

## Чарти
| Чарт (2022)                | Найвища позиція |
| -------------------------- | --------------- |
| Литва(AGATA)               | 83              |
| Сан-Марино(San Marino RTV) | 19              |